# شیرگیزوالده-کیرشاو
شهر شیرگیزوالده-کیرشاو (به آلمانی: Schirgiswalde-Kirschau) در ایالت زاکسن در کشور آلمان واقع شده‌است.